# Malmi-patak
A Malmi-patak a Bakonyban ered, Veszprém vármegyében, mintegy 290 méteres tengerszint feletti magasságban. A patak forrásától kezdve délkeleti irányban halad, majd Jásdnál eléri a Gaja-patakot.
A Malmi-patak vízgazdálkodási szempontból az Észak-Mezőföld és Keleti-Bakony Vízgyűjtő tervezési alegység működési területéhez tartozik.

## Part menti települések
- Csetény
- Jásd